# Jakub Gapp
Jakub Gapp SM, właśc. niem. Jakob Gapp (ur. 26 lipca 1897 w Wattens w Tyrolu, zm. 13 sierpnia 1943 w Berlinie) – błogosławiony i męczennik Kościoła katolickiego, był austriackim księdzem marianistą i przeciwnikiem narodowego socjalizmu.

## Życiorys
Był siódmym dzieckiem Martina Gappa i Antoni z domu Wach. Podczas I wojny światowej zgłosił się na ochotnika do wojska. W roku 1916 został ranny. 6 listopada 1918 dostał się do niewoli, 14 sierpnia 1919 powrócił do domu.
13 sierpnia 1920 roku wstąpił do Towarzystwa Maryi (marianiści). Nowicjat ukończył w Greisinghof w Pregarten. W roku 1930 został wyświęcony na księdza. Pracował jako nauczyciel w szkole przyklasztornej marianistów Marianum we Freistadt. Później przeprowadził się do Grazu do Marieninstitut.
W kazaniu z 11 grudnia 1938 bronił papieża Piusa XI przed atakami propagandy nazistowskiej. Uciekł do Francji, gdzie pracował jako kapelan i bibliotekarz. Został aresztowany 9 listopada 1942 i przewiedziony do Berlina, gdzie skazano go na karę śmierci przez ścięcie gilotyną. Karę wykonano 13 sierpnia 1943 w więzieniu Plötzensee w Berlinie.

## Proces beatyfikacyjny
24 listopada 1996 w Watykanie ksiądz Jakub Gapp został beatyfikowany wraz z innym austriackim duchownym katolickim Otto Neururerem przez papieża Jana Pawła II.